# سنسینت
سنسینت (انگلیسی: Sensient) شرکت لوازم آرایشی آمریکایی است، که در سال ۱۸۸۲ تأسیس شد.